# Resolución 125 del Consejo de Seguridad de las Naciones Unidas
La resolución 125 del Consejo de Seguridad de las Naciones Unidas, adoptada por unanimidad el  5 de septiembre de 1957, después de examinar la solicitud de la Federación Malaya para la membresía en las Naciones Unidas, el Consejo recomendó a la Asamblea General que la Federación Malaya fuese admitida.